# Pirmin Pockstaller

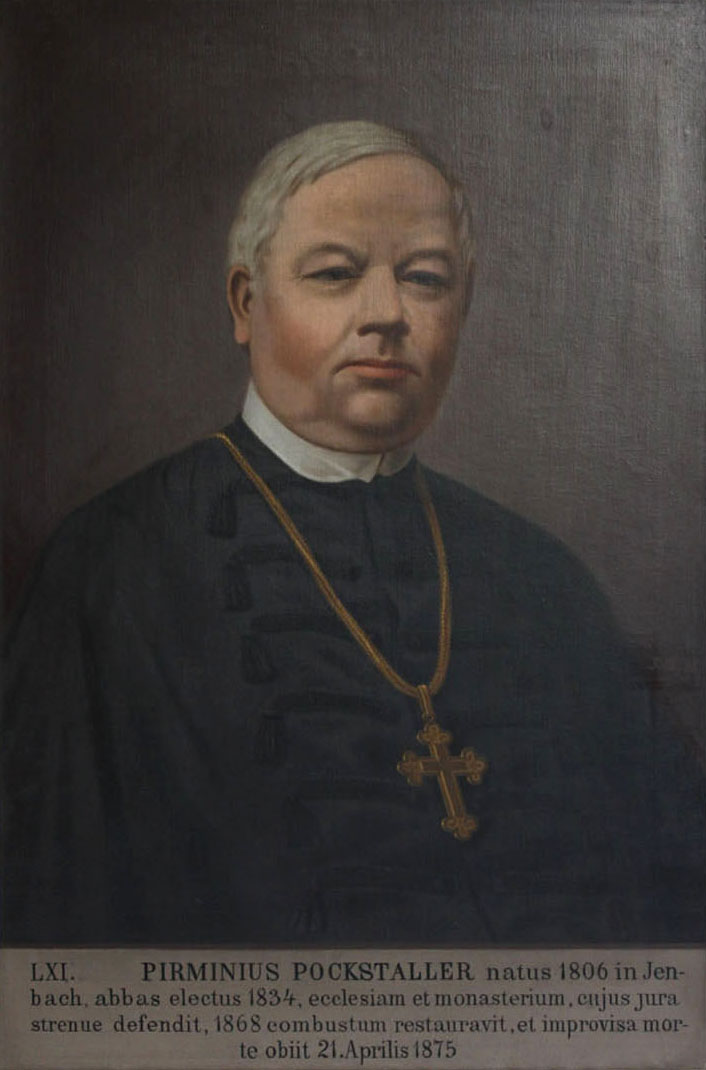
Abt Pirmin Pockstaller, Ölgemälde von Josef Öfner, 1875

Pirmin Pockstaller OSB (* 4. September 1806 in Jenbach als Matthäus Pockstaller; † 21. April 1875 in Fiecht) war ein österreichischer katholischer Geistlicher. Von 1834 bis zu seinem Tod war er Abt des Stiftes Fiecht in Tirol.

## Leben
Der Sohn eines Tischlers trat 1828 in das Benediktinerstift Fiecht ein. 1830 legte er die Profess ab und nahm den Ordensnamen Pirmin an. Von 1830 bis 1832 studierte er Theologie in Brixen und wurde 1832 zum Priester geweiht. Anschließend wirkte er als Kooperator in der zum Stift gehörenden Pfarre Achental. 1834 wurde er im Alter von 28 Jahren zum Abt gewählt. Unter ihm erlebte das Kloster einen enormen Aufschwung. Er stellte St. Georgenberg als Wallfahrtsort wieder her, stabilisierte die wirtschaftliche Lage und begründete den Fremdenverkehr am Achensee, der dem Stift gehörte. 1843 wurde die Klosterschule wieder eröffnet. Pockstaller ordnete das Stiftsarchiv neu und beschäftigte sich mit der Geschichte des Klosters, worüber er auch mehrere Schriften veröffentlichte, veräußerte aber auch mehrere Handschriften und Inkunabeln an die British Library in London. Nach einem Großbrand 1868, bei dem große Teile des Stiftes zerstört wurden, ließ er es bis 1870 wiederherstellen. Von 1861 bis 1868 war er als Vertreter des Tiroler Prälatenstandes im österreichischen Abgeordnetenhaus auch politisch aktiv.

## Schriften
- Abtei und Wallfahrt St. Georgenberg. Innsbruck 1843.
- Wegweiser durch dieses Leben nach der Seligkeit. Ein Buch zur Belehrung und Andachtsübung. Wagner, Innsbruck 1851.
- Beiträge zur Familiengeschichte der Ritter von Rottenburg im Innthale. In: Archiv für Geschichte und Alterthumskunde Tirols, Band 4 (1867), S. 1–84 (Digitalisat).
- Der Achensee in Tirol mit dem Seebad-Orte Pertisau und dessen nächster und entfernterer Umgebung. Braumüller, Wien 1868.
- Chronik der Benediktiner-Abtei St. Georgenberg, nun Fiecht in Tirol. Wagner, Innsbruck 1874.